# Searoad Mersey II
Searoad Mersey II – австралійське судно, яке стало стати першим у світі ролкером, що використовує як паливо зріджений природний газ (ЗПГ). Можливо відзначити, що до Searoad Mersey II вже стало до ладу біля трьох десятків суден із горизонтальним завантаженням, проте вони відносились до змішаних типів RoPax (вантажо-пасажирський) та ConRO (контейнеровоз-ролкер).
Споруджене у 2016 році на німецькій верфі Flensburger Schiffbau-Gesellschaft для компанії SeaRoad Shipping. Остання призначила його для роботи на поромній лінії між Мельбурном та Девонпортом (острів Тасманія). Судно має три вантажні палуби, на двох із яких може перевозити еквівалент 455 TEU на трейлерах, причепах або касетах, тоді як остання вміщує до 110 автомобілів. Наявні 150 точок підключення для контейнерів-рефрижераторів. Завершення Searoad Mersey II дозволило вивести з експлуатації його попередника Searoad Mersey.
Головною особливістю судна стала енергетична установка з двома двигунами Caterpillar 8M46DF потужністю по 7,2 МВт. Вони можуть працювати як на традиційних нафтопродуктах, так і на ЗПГ. В останньому випадку забезпечується значне скорочення викидів шкідливих речовин (сполук сірки, оксидів азоту, діоксиду вуглецю). 
Вартість спорудження судна склала 110 млн доларів США.